# Mekens
Le mekens (ou mequém, sakirabiá) est une langue tupi parlée au Brésil dans l'État du Rondônia dans les postes indigènes de Mekens et de Guaporé.
La langue est menacée.

## Classification
Le mekens fait partie de la famille des langues tupari, une des branches des langues tupi.

## Histoire de la langue
Au XVIIIe siècle, les Mekens vivaient dans la région du Rio Mequens. Leur contact avec la société brésilienne est, pour eux comme pour les autres peuples tupari, dramatique. Il correspond à l'arrivée, dans la première moitié du XXe siècle, des récolteurs de caoutchouc. Les Mekens sont soumis à l'exploitation économique de ceux-ci. Les maladies finissent de les décimer. Leur population n'était plus, en 2000, que de 70 personnes, dont seulement 23 connaissent la langue.

## Phonologie
Les tableaux présentent la phonologie du mekens, les consonnes et les voyelles.

### Voyelles
|         | Antérieure  | Centrale    | Postérieure |
| ------- | ----------- | ----------- | ----------- |
| Fermée  | i [i] ĩ [ĩ] | ɨ [ɨ] ɨ̃ [ɨ̃] | u [u] ũ [ũ] |
| Moyenne | e [e] ẽ [ẽ] |             |             |
| Ouverte |             | a [a]       |             |

### Consonnes
|               |               | Bilabiale | Dentale | Palatale | Vélaire | Labio-vél. | Glottale |
| ------------- | ------------- | --------- | ------- | -------- | ------- | ---------- | -------- |
| Occlusives    | Sourdes       | p [p]     | t [t]   |          | k [k]   | kw [kʷ]    |          |
| Occlusives    | Sonores       | b [b]     | d [d]   |          | g [g]   | gw [gʷ]    |          |
| Fricatives    | Fricatives    | β [β]     | s [s]   |          |         |            | h [h]    |
| Nasales       | Nasales       | m [m]     | n [n]   |          | ŋ [ŋ]   | ŋw [ŋʷ]    |          |
| Liquides      | Liquides      |           | r [r]   |          |         |            |          |
| Semi-voyelles | Semi-voyelles |           |         | y [j]    |         |            |          |